# Culross (circonscription du Parlement d'Écosse)
Culross dans le Perthshire (depuis 1889 dans le Fife) était un burgh royal  qui a élu un Commissaire au Parlement d'Écosse et à la Convention des États.
Le Parlement d'Écosse a cessé d'exister avec l'Acte d'Union de 1707 et le commissaire de Culross, Sir David Dalrymple, a été l'un de ceux qui ont été cooptés pour représenter l'Écosse au premier Parlement de Grande-Bretagne. À partir des Élections générales de 1708 Culross, Dunfermline, Inverkeithing, Stirling, et Queensferry ont formé le district de Stirling, élisant un Membre du Parlement.

## Liste des commissaires de burgh
- 1661–63, 1669–74, 1678 convention, 1685–1686: Sir Alexander Bruce de Broomhall [1]
- 1665 convention: William Pearson, baili [2]
- 1667 convention: David Mitchell, baili [3]
- 1681–1682: George Wilson,  doyen de la guilde [4]
- 1689 convention, 1689-1697: William Erskine de Torry (mort en 1700)[5]
- 1697–1702, 1702-1707: Sir David Dalrymple[6]